# Сепыч (Завьяловский район)
Сепы́ч — деревня в Завьяловском районе Удмуртии, входящая в Подшиваловское сельское поселение. Расположена в 16 км к юго-западу от центра Ижевска. Через деревню протекает река Сепыч, правый приток Ижа.

## История
До революции деревня Сепыч входил в состав Сарапульского уезда Вятской губернии. По данным десятой ревизии в 1859 году в 22 дворах казённого починка Сепыч при речке Сепыче большом проживало 247 человек, работала мельница и 2 кузницы.
При образовании Вотской АО, Сепыч включается в Лудорвайский сельсовет, а в 1925 году при разукрупнении сельсоветов — в Козловский, с центром в деревне Козлово. В 1937 году центр Козловского сельсовета переносится в Сепыч, а в 1941 году сельсовет переименовывается в Сепычевский. В 1959 году Сепычевский сельсовет объединяется с Советско-Никольским в Подшиваловский, центром объединённого сельсовета становитсяПодшивалово.

## Социальная сфера
В деревне Сепычевская начальная общеобразовательная школа, филиал МОУ «Подшиваловская СОШ».

## Улицы
- улица Катыши
- переулок Малый
- улица Нагорная
- улица Новая
- улица Центральная